# Косијаско (острво)
Косијаско (енгл. Kosciusko Island) је острво САД које припада савезној држави Аљасци. Површина острва износи 438 ². Према попису из 2000. на острву су живела 52 становника.